# Лондонский шпион
«Лондонский шпион» (англ. London Spy) — британский пятисерийный драматический телесериал, созданный Томом Робом Смитом и транслировавшийся на канале BBC Two с 9 ноября по 7 декабря 2015 года. Вдохновением для создания сериала послужила произошедшая при подозрительных обстоятельствах смерть агента MI6 Гарета Уильямса.

## Сюжет
«Лондонский шпион» начинается как история двух молодых мужчин: Дэнни (в исполнении Бена Уишоу) — общительного, романтичного, получающего удовольствие от жизни — влюбившегося в Алекса (в исполнении Эдварда Холкрофта) — замкнутого, загадочного, обладающего блестящим умом. Однако, как только они обнаруживают, что идеально подходят друг другу, Алекс пропадает. Вскоре после этого Дэнни находит тело Алекса. Они живут слишком по-разному: по-юношески несдержанный Дэнни принадлежит миру клубной жизни, Алекс же работает в британской разведке. Дэнни решает сражаться за правду, совершенно безоружный в борьбе с миром шпионажа.

## Актёрский состав

### Основной состав
- Бен Уишоу — Дэниел Эдвард Холт
- Джим Бродбент — Скотти
- Эдвард Холкрофт — Алекс / Алистер Тёрнер
- Саманта Спайро — детектив Тейлор
- Лоррейн Эшборн[англ.] — Миссис Тёрнер / Нэнни
- Дэвид Хейман[англ.] — Миссис Тёрнер / смотритель
- Кларк Питерс — американец
- Шарлотта Рэмплинг — Фрэнсис Тёрнер
- Марк Гэтисс — Рич
- Гарриет Уолтер — Клэр
- Джеймс Фокс — Джеймс
- Эдриан Лестер — профессор Маркус Шоу
- Риккардо Скамарчо — работник эскорт-услуг

### Приглашённые актёры
- Джозеф Алтин — Павел
- Зринка Цвитешич — Сара
- Николя Шагрен — Чарльз Тёрнер
- Ричард Каннингем[англ.] — адвокат

## Производство
Сериал был заказан Дженис Хэдлоу и Полли Хилл, а спродюсирован Гаем Хили для студии Working Title Films. Исполнительные продюсеры: Джульетт Хауэлл, Тим Биван, Эрик Феллнер и Полли Хилл. Съёмки проходили в 2014 году в Лондоне, а также на Айл-оф-Грейн и в Дартфорде, графство Кент.

## Показ
Премьера первого эпизода состоялась 9 ноября 2015 года на британском телеканале BBC Two. Последний эпизод вышел 7 декабря того же года.

## Эпизоды
| № | Название        | Режиссёр        | Автор сценария | Дата премьеры  | Зрители в Великобритании (млн) |
| --- | --------------- | --------------- | -------------- | -------------- | ------------------------------ |
| 1 | «Episode One»   | Якоб Вербрюгген | Том Роб Смит   | 9 ноября 2015  | 3,63                           |
| Работник склада Дэнни, приходящий в себя после воздействия наркотиков, встречает Алекса во время его утренней пробежки. Они знакомятся друг с другом и становятся любовниками. Дэнни представляет Алекса своему другу Скотти, а также признаётся в своих поступках, имевших место в прошлом. Вскоре Алекс исчезает, а в квартире Дэнни кто-то проводит обыск. Дэнни таинственным образом получает ключ от квартиры Алекса, где он обнаруживает труп последнего в комнате с БДСМ-атрибутикой. Он звонит в полицию, но, вспомнив последние слова Алекса, проглатывает цилиндр с кодовым замком, который он находит в батарейном отсеке ноутбука Алекса. Полицейские говорят Дэнни, что Алекс лгал ему: его имя на самом деле было Алистер и он не был сиротой. Скотти забирает Дэнни из полиции, обеспечив его помощью адвоката, и рассказывает ему о том, что Алекс (Алистер) был агентом МИ-6. Перед уходом Скотти говорит Дэнни о том, что полиция интересовалась, не брал ли он чего-либо из квартиры Алекса (Алистера). Дэнни лжёт, а оставшись один, извлекает предмет, который он проглотил. |                 |                 |                |                |                                |
| 2 | «Episode Two»   | Якоб Вербрюгген | Том Роб Смит   | 16 ноября 2015 | 2,64                           |
| Будучи убеждён в том, что его преследуют, Дэнни прячет устройство, которое он обнаружил. Дэнни встречается с журналистами с целью пролить свет на происшедшее с Алексом (Алистером), рассказать, что это было убийство, но вместо этого они печатают рассказ Дэнни о его потреблении наркотиков, и молодой человек теряет работу. Скотти рассказывает Дэнни свою историю о работе в МИ-6 30 лет назад и показывает ему место, где он в то время пытался покончить с собой. Дэнни получает приглашение посетить семейную пару, которая утверждает, что они родители Алекса (Алистера), и чьё поведение кажется отстранённым. Он отказывается верить им, и семейная пара привозит его в особняк, принадлежащий Фрэнсис и её мужу. Фрэнсис рассказывает Дэнни о том, что её сын Алистер не был ни геем, ни девственником, но был очень опытен в сексуальных ролевых играх. Молодой человек не верит ей, и Фрэнсис просит его прекратить поиски правды и не поднимать шум. На следующее утро экономка рассказывает Дэнни о том, что, хоть настоящее имя его возлюбленного было Алистер, он предпочитал, чтобы его называли Алексом. Дэнни возвращается в Лондон, где к нему подходит американец и советует заботиться о своём здоровье. Он оставляет молодому человеку конфету, внутри которой оказывается таблетка, и визитную карточку, которую Дэнни рвёт на части. |                 |                 |                |                |                                |
| 3 | «Episode Three» | Якоб Вербрюгген | Том Роб Смит   | 23 ноября 2015 | 2,31                           |
| Полиция арестовывает Дэнни, и он признаётся, что экспериментировал с асфиксией в сексуальных играх. Полицейские включают аудиозапись, на которой Дэнни рассказывает Алистеру о своём сексуальном прошлом якобы в телефонном разговоре, но молодой человек точно знает, что это запись диалога, происходившего в его комнате один на один. Следователи показывают ему логотип агентства, оказывающего сексуальные услуги, которыми, по их словам, пользовался Алекс, а также предлагают Дэнни сознаться в том, что находясь под воздействием большой дозы наркотиков, он случайно задушил Алекса. В противном случае его положение ухудшиться, когда они обнаружат следы его ДНК на простынях с чердака, где Дэнни нашёл тело Алистера. После освобождения Дэнни наносит визит старому знакомому по имени Рич и просит его связаться с тем агентством. Рич предлагает ему наркотики и обещает помочь в обмен на секс, но молодой человек отказывается и уходит. Дэнни узнаёт от соседа, что таблетка, оставленная американцем — это препарат, назначаемый при ВИЧ. Молодой человек сдаёт анализы и выясняет, что он ВИЧ-инфицирован. Скотти верит Дэнни, когда тот говорит о том, что не делал ничего, что бы могло объяснить наличие ВИЧ. Дэнни сообщает Скотти о закодированном цилиндре, который он всё-таки забрал из квартиры Алистера, и тот берёт его с собой на встречу со своей давней подругой — президентом и проректором Лондонского университета. Она говорит, что попытается организовать встречу со старым профессором Алекса, в надежде на то, что он сможет понять тайну закодированного цилиндра. Позже, в клубе, Скотти узнаёт от одного из бывших коллег по разведывательной службе, что крупнейшие разведки мира пришли к соглашению по поводу Алистера. Затем, когда Дэнни прогуливается, его подбирает автомобиль, внутри которого оказывается Рич. Он даёт Дэнни пакет с телефоном внутри. Через некоторое время телефон звонит. |                 |                 |                |                |                                |
| 4 | «Episode Four»  | Якоб Вербрюгген | Том Роб Смит   | 30 ноября 2015 | 2,15                           |
| Следуя указаниям, полученным по телефону, Дэнни направляется на встречу с человеком, который якобы был нанят, чтобы соблазнить Алекса. Поскольку Дэнни не был приглашён на похороны Алекса, он решает провести их символически. Молодой человек идёт на пляж, сжигает вещи, оставшиеся у него после Алекса, и развеивает пепел по волнам. Вспомнив разговор с Алексом о том, что у каждого есть тот единственный, для которого он предназначен, Дэнни пробует код «0000001», чтобы открыть цилиндр, и у него получается: открывается разъём флэшки. Скотти и Дэнни встречаются с профессором Алекса, и тот рассказывает им, что исследования Алекса содержали метод определения лжи человека по особенностям его речи. Полицейские сообщают Дэнни о том, что ему не будет предъявлено обвинение в убийстве Алекса, на что тот отвечает, что дело ещё не закончено. Скотти звонит Дэнни и сообщает, что оставил ему записку. Молодой человек бежит в парк и находит Скотти повешенным на том месте, куда они приходидили ранее. |                 |                 |                |                |                                |
| 5 | «Episode Five»  | Якоб Вербрюгген | Том Роб Смит   | 7 декабря 2015 | 2,32                           |
| Детектив Тэйлор встречается с Дэнни и говорит, что верит во всё сказанное им, но не в состоянии провести дальнейшее расследование из-за давления со стороны её начальства. Дэнни отправляет копии исследования Алекса в бумажном и электронном виде в газеты, но все они возвращаются либо уничтожаются. В доме Дэнни появляются его отец и мать. Они рассказывают сыну о том, что его отец болен и близок к смерти, и увозят его к себе. В доме своих родителей Дэнни узнает, что им угрожали, и все это было спектаклем, предназначенным для того, чтобы стереть информацию с цилиндра Алекса, который Дэнни носил на шее. Дэнни посещает Фрэнсис и узнаёт от неё о детстве Алекса. Имея нереализованные амбиции на службе в MI5, Фрэнсис воспитала Алистера шпионом, которым сама стать не смогла. Во флешбэке показывается ёе участие в событиях, приведших к смерти Алекса: он был убит MI5, чтобы сохранить его исследования в секрете. Хотя Фрэнсис и считает усилия напрасными, она присоединяется к Дэнни, чтобы попытаться привлечь виновных в смерти Алекса к ответственности. |                 |                 |                |                |                                |

## Критика
Люси Мэнгэн в обзоре первого эпизода для The Guardian назвала его «невыразимо вкусным, сытным блюдом» с «Джимом Бродбентом — плюшевым-мишкой-с-выкидным-ножом…» и Уишоу — «ярчайшим актёром, будто бы сотворённым из пуха и волшебства». Джаспер Рис из The Daily Telegraph отметил неубедительность серии: «настойчивость Уишоу в неизменности цели не может ничего поделать, чтобы запустить мёртвый по прибытии диалог…» Гарри Маунт, коллега Риса, в своем критическом обзоре назвал третью серию «утомительно неубедительной» с «длительными периодами тоски». Кристофер Стивенс (Daily Mail) писал: «Верите или нет, руководство BBC полагает, что на канале не хватает гей-драм […] Можно подумать, что стало невозможно включить телек и не увидеть там двух голых мужиков, сцепившихся в объятиях, переодетых в женщин или целующихся». Издание The Huffington Post UK сообщило, что статья Стивенса вызвала отрицательную реакцию у читателей, отметивших в комментариях на сайте Mail Online, что «это не гей-драма о шпионах, это драма о шпионах, некоторым персонажам которой случилось быть геями».
После выхода четвёртой серии несколько видных критиков согласились, что каково бы ни было их мнение об этой истории, сериал запоминающийся. Гэбриел Тейт из The Daily Telegraph написал: «Лондонский шпион обожаем и презираем. Он вызывает восхищение и бешенство, его запутанность интригует и разочаровывает. Он — не что иное как необыкновенное зрелище». По мнению Э. Э. Гилла (The Sunday Times), «Это странная, необъяснимо увлекательная история. Огромные пробелы в сюжете, заполненные невозмутимой игрой Бена Уишоу, получились наиболее запоминающимися за счёт того, что сыграны без слов. Все остальные вращаются вокруг него, но он остаётся, по сути, отверстием в центре бублика. Это свидетельство большой глубины в сюжете, который является не более чем серией таинственно рассказанных загадок».
Джек Сирл в статье для The Guardian назвал сериал «опьяняющим» и отметил его «притягательную эмоциональную эстетику». «Очарование неизбежно разрушилось до некоторой степени, когда прозаическое объяснение в конце концов вторглось в нарочитую артистичность. Триллеры не создавались в столь наглой манере со времён „Границы тени“. „Лондонский шпион“ находится где-то между сюжетом и подтекстом — между тем, о чём в нём идёт речь, и тем, о чём он в действительности. А в действительности он о самопознании и о том, как любовники узнают друг друга, говоря неправду о самих себе».
После просмотра последней серии Гэбриэл Тейт написал в The Guardian, что сериал «несколько безрассуден и неправдоподобно заканчивается, но им можно было долго наслаждаться, в основном благодаря блестящему Бену Уишоу». Бенджи Уилсон в The Daily Telegraph назвал сериал «чудесным и приводящим в ярость в равной мере… Существовал ли когда-либо телесериал, столь же сильно обманувший ожидания, как Лондонский шпион? На протяжении пяти недель этот современный триллер поднялся до головокружительных высот, погрузился в смехотворные глубины, прошёл путь от совершенно захватывающего до помпезного, как ад, выдал отдельные потрясающие сцены, и за всем этим последовало нелепое потакание собственным слабостям… Потенциально прекрасный сценарий „Лондонского шпиона“ отчаянно нуждался в смелой редактуре». По мнению Марка Лоусона из The Guardian, «Лондонский шпион» — один из лучших телесериалов 2015 года.